# Club Libertad
A Club Libertad egy paraguayi labdarúgóklub, melynek székhelye Asunciónban található. A klubot 1905-ben alapították és az első osztályban szerepel.
A paraguayi bajnokságot 18 alkalommal nyerte meg, ezzel az Olimpia Asunción és a Cerro Porteño után a harmadik legeredményesebb csapat Paraguayban.
Hazai mérkőzéseit az Estadio Dr. Nicolás Leozban játssza, amely létesítmény 12 000 fő befogadására alkalmas. A klub hivatalos színei: fekete-fehér.

## Sikerlista
- Paraguayi bajnok (18): 1910, 1917, 1920, 1930, 1943, 1945, 1955, 1976, 2002, 2003, 2006, 2007, 2008 (A), 2008 (C), 2010 (C), 2012 (C), 2014 (A), 2014 (C)